# Matrica
Matrica (ejtsd: Mátrika) ókori római katonai tábor és mellé épült polgári település volt Pannonia provinciában, a Duna mentén. 

## Fekvése

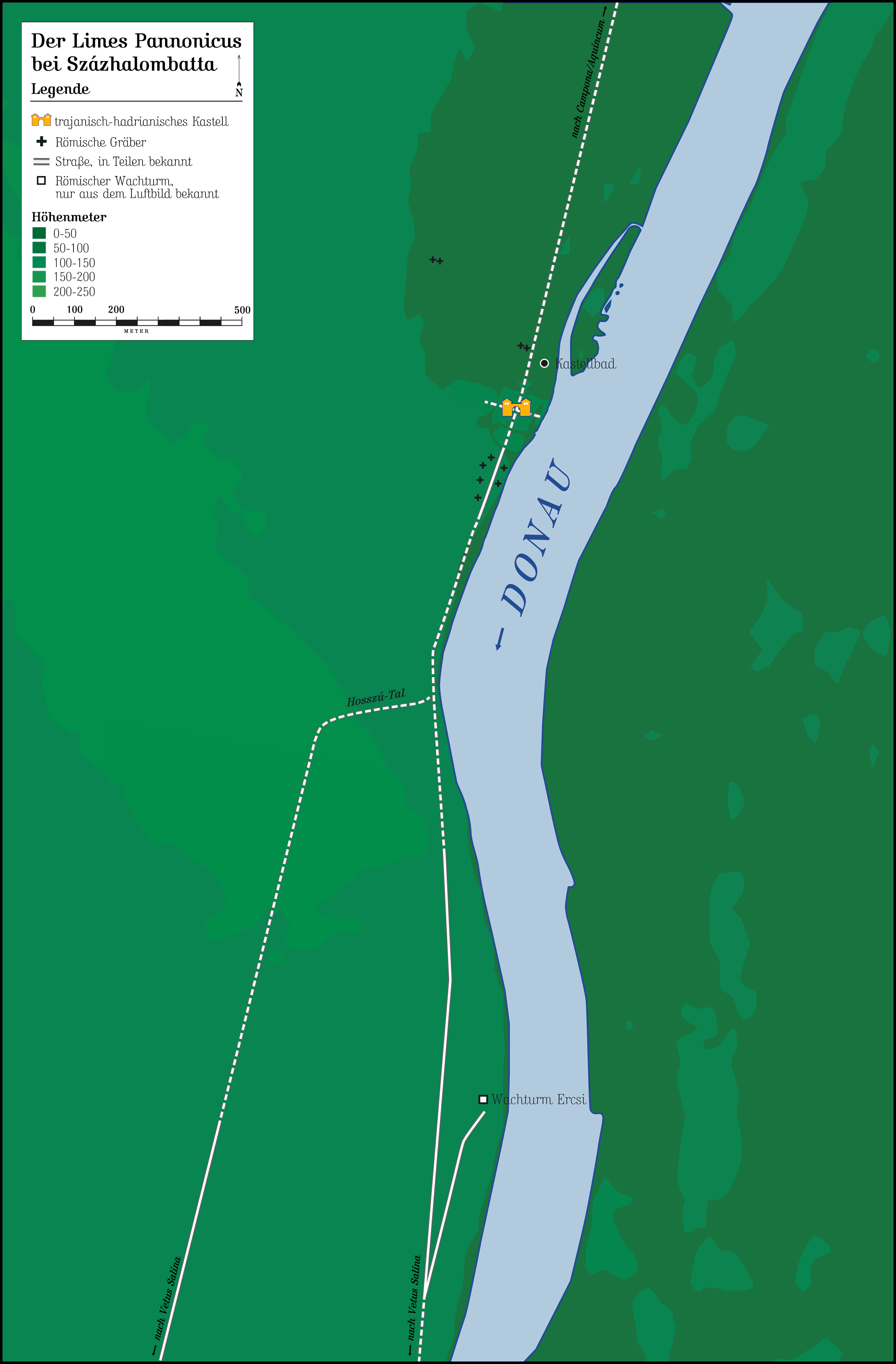
Matrica fekvése

Az erőd az Aquincumból délre tartó, Duna mentén haladó főútvonal mellé épült. Egy 3. századi útleírás (Itinerarium Antonini) szerint Aquincumtól 23 római mérföldre, vagyis kb. 33 kilométerre helyezkedett el. Maradványai a mai Százhalombatta Dunafüred nevű városrészétől délre kerültek elő. A lelőhely és a leírásban szereplő Matrica azonosságát egy előkerült téglabélyeg és egy oltárkő felirata erősíti meg.
Matrica Pannonia felosztásakor (2. század eleje) Pannonia Inferior provinciához került, a diocletianusi közigazgatási reform után (3. század vége) pedig Pannonia Valeria része volt.

## Kutatása
Matrica területén Dormuth Árpád, majd Mócsy András végezték az első feltárásokat. Az 1990-es években Kovács Péter pontosította az erődről rendelkezésre álló információkat, Nováky Gyula terepbejárása pedig az erőd méreteit.

## Története
A tábor környéki területeken a kelta eraviszkusz törzs élt. A római hódítás az 1. század első felében érte el a Duna vonalát.
Matrica alapítása a 2. század első felére, Traianus vagy Hadrianus uralkodásának idejére tehető. Az erődítések eredetileg fa-föld szerkezetűek voltak, majd miután az erőd 178 körül a szarmaták elleni háborúban elpusztult, kőből építették újjá. Az építés az itt állomásozó cohors milliaria Maurorum egység munkája volt. Ez az Afrikából, Mauretania provinciából toborzott gyalogos egység 1000 főből állt. A táborban a 3. században a 300 fős Equites promoti lovas alakulat kapott helyet, ám ennek létszáma a 4. századra 100-200 főre csökkent. A 4. században egyre gyakoribbá váló barbár betörések miatt a falu lakossága is beköltözött a tábor területére. Az 5. század elején azonban a hunok elfoglalták a tábort.
Az erőd viszonylag jó állapotban maradt fenn, mert a Duna áradásai elkerülték. Nagy károkat okozott viszont az 1809-es építkezés, amikor is a napóleoni háborúk során földsáncokat és bástyákat emeltek területén.

## Leírása

### A katonai tábor
A 152×155 méter alapterületű tábor kőfalai 90-140 cm vastagok. A falak előtt kettős vizesárok húzódott. A négyszögletű katonai táboron áthaladó észak-déli irányú főutat (via principalis) kőlapokkal fedték le. A tábor közepén állt a parancsnokság épülete (principalia), a két főút itt derékszögben metszette egymást. A többi utca is szabályos elrendezést mutatott. A parancsnokság épületét keletről, egy oszlopcsarnokon keresztül lehetett megközelíteni. Udvarának délkeleti részén egy kút állt, melyet szintén kőlapokkal béleltek. Az épület körül katonás rendben álltak a műhelyek, raktárak, istállók, valamint a katonák szálláshelyei. A tábor szentélyében őrizték a császárszobrokat és a hadijelvényeket, ennek feltárása azonban csak részlegesen sikerült.
Az erőd falai a Commodus uralkodása alatt elterjedt módszerrel épültek. Ezt azt jelentette, hogy kaputornyai egyharmaddal kiugrottak, saroktornyai pedig beugrottak a fal síkjához képest. A félköríves saroktorony később, Caracalla idején épülhetett. Az újabb kutatások egy északnyugati, legyező alakú saroktornyot is feltártak. A késői korban (4. század) az erőd árkát betemették, mert falait messze kiugró oldal- és saroktornyokkal erősítették, majd ezektől kijjebb újabb árkokat ástak.
A tábortól 2,5 km-re délre és a táborban is előkerült egy-egy őrtorony (burgus) maradványa, utóbbit 185-ben emelték.

### A falu
A katonai tábor észak, nyugat és dél felől egy polgári település (vicus militaris, „táborfalu”) vette körül. Ennek kiterjedése elérte a 400 x 900 métert. Itt a katonák családtagjai, valamint a hadsereget ellátó kézművesek, iparosok, kereskedők és az ő családtagjaik éltek. Az épületek kezdetben földbe mélyített kunyhók voltak, majd a 2. század folyamán egyre több helyen, főleg a tábor felőli részeken kőépületeket is építettek. Az ásatások során a település 23, majd 1995-ben újabb 29 épületének alapját találták meg. Közülük legérdekesebb a fürdő, melyben három meleg (caldarium), egy langyos (tepidarium) és két hideg vizű (frigidarium) medence is működött. A legtöbb ház leletei (freskók, stukkók, oszlopfők) csak rossz állapotban maradtak fenn. Miután a falu lakossága a 4. században a katonai tábor területére költözött, a korábbi lakóépületek helyén temetőt alakítottak ki.

### Temetők

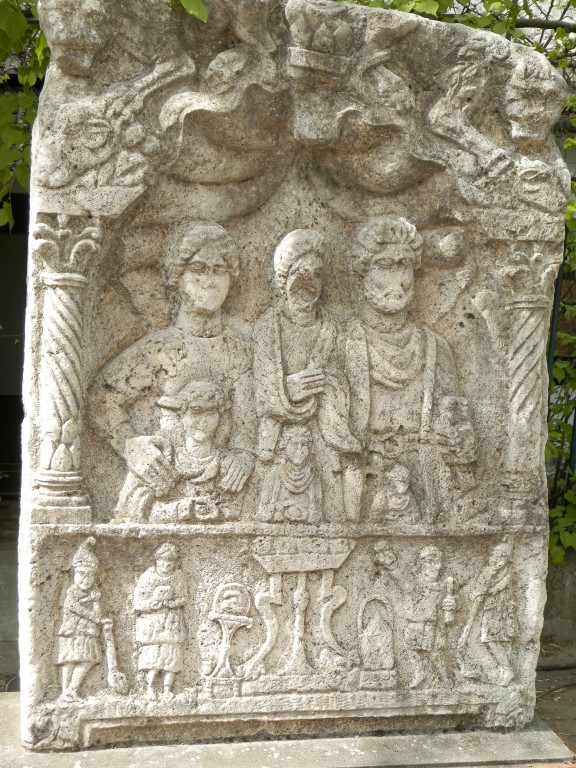
Síremlék

A katonai tábor temetője a főutak mentén jött létre. A déli temetőben a DKV víztározójának építése kapcsán  213 sírt tártak fel, de még száznál is több lehet feltáratlan. A leletmentés megkezdése előtt elpusztult sírok számát ezerre tehetjük. A korábbi időszakból (1-2. század) inkább hamvasztásos, a 2. század közepétől főleg csontvázas temetkezések kerültek elő. A halottakat legtöbbször a földbe fektették, néha téglával fedték le a sírt, vagy az egészet téglával bélelték. A szarkofágos temetkezés még ritkább. A sírmellékletek között edények (pl. az értékes terra sigillata kerámia), üvegcsék, mécsesek, illatszerek találhatóak. a férfiak mellé kardot, kést, a nők mellé ruhakapcsot (fibula), karperecet, fülbevalót, gyöngyöket temettek. A sírok pénzleletei az 1. század közepétől a 4. század végéig terjedő időszakból származnak. A 4. századtól már nem temettek hamvasztással, a csontvázas sírokhoz pedig nem kapcsolódtak sírmellékletek. A gazdagabbak esetében sírkövet is állítottak, melyek szintén fontos információkat nyújtanak a lakosság összetételével, életmódjával kapcsolatban.
Az északi és a nyugati temető kevésbé van feltárva. Ezekben inkább csontvázas téglasírok vannak, két sírkamra is felszínre került.

## Régészeti emlékei

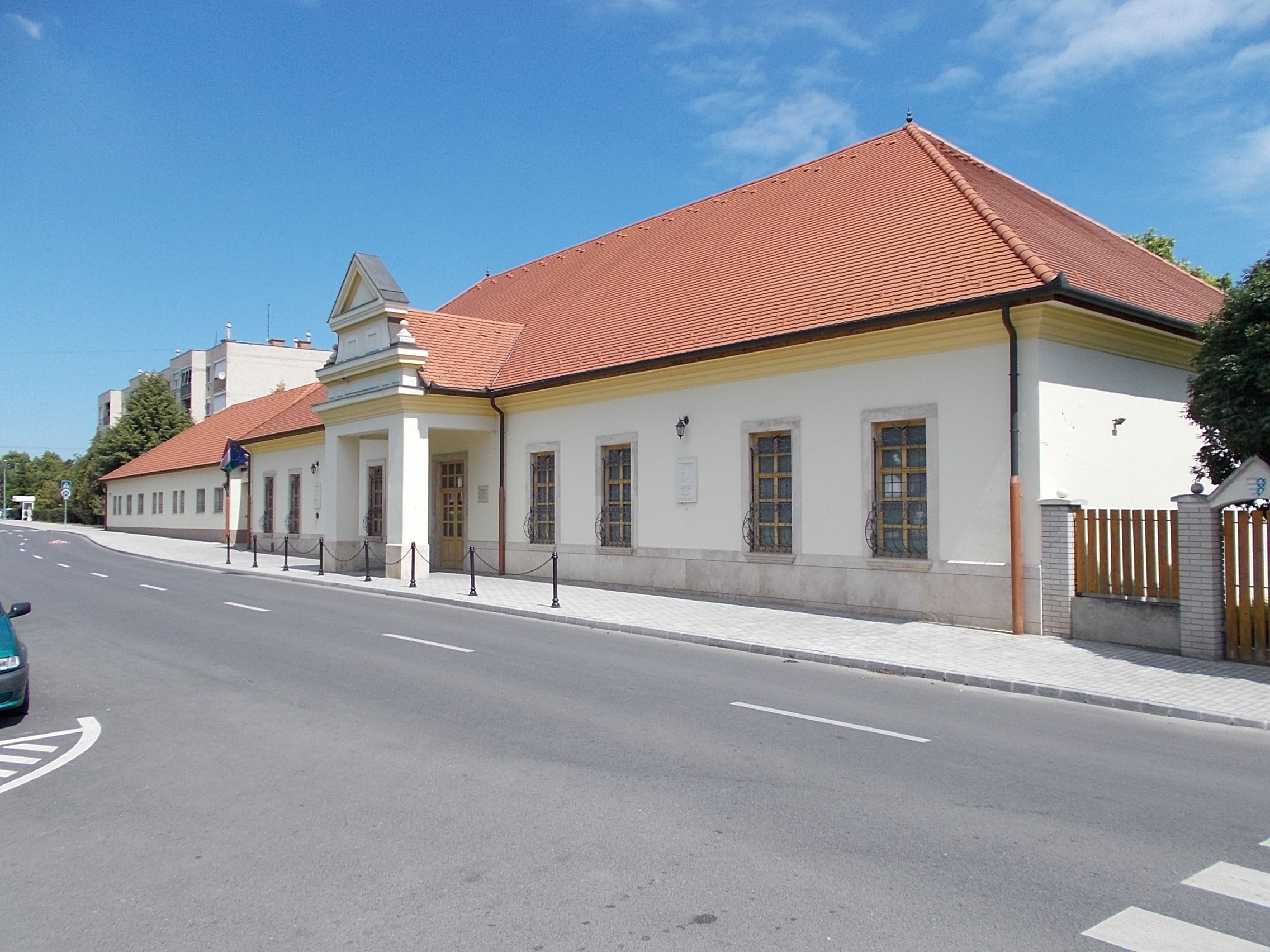
A Matrica Múzeum épülete

Matricából az eddig említetteken túl út menti mérföldkövek, oltárkövek és építési feliratok is napvilágra kerültek. Ezeket a százhalombattai Matrica Múzeum lapidáriumában helyezték el, ahol látogathatók.

## Külső hivatkozások
- A Matrica Múzeum honlapja